# João Groff
João Baptista Groff (Curitiba, 1897 - Curitiba, 27 de junho de 1970) foi um fotógrafo, cineasta, editor e pintor paranaense. Pioneiro juntamente com Annibal Requião do cinegrafismo no estado. Em suas fotografias abordou inicialmente a cidade de Curitiba, passando para fotos de belezas naturais. No cinema, produziu curtas-metragens sobre temas diversificados que iam desde paisagens até o cotidiano de cidades ou manifestações políticas.

## Biografia

### A descoberta da fotografia
Neto de imigrantes italianos, João Baptista Groff nasceu em 1897 em Curitiba, Paraná, cidade onde viveu até sua morte em 1970.  A cidade natal e o estado desempenharam um papel fundamental na obra de Groff, uma vez que começou a fotografar para captar a dita modernidade de Curitiba, e passou grande parte da sua carreira fotografando ou produzindo documentários sobre as belezas naturais e as cidades do Paraná.
Ganhou de seu padrinho, que era topógrafo e agrimensor, sua primeira câmera fotográfica quando tinha apenas 15 anos. Junto com a câmera veio o conselho de fotografar tudo o que visse pela cidade.. Na época, Curitiba já contava com quase cem mil habitantes e havia uma crença no desenvolvimento e no progresso da cidade proveniente em parte da grande quantidade de imigrantes europeus e das agências contratadas para a construção da estrada de ferro no estado, onde o avô de Groff trabalhava.
Após trabalhar em uma série de serviços sem muito sucesso, Groff se profissionalizou como fotógrafo, vendendo suas fotos à imprensa local e em brochuras com informações sobre a cidade.

### Década de 1920
Durante a década de 1920, Groff possuía uma loja de máquinas fotográficas e recebeu por engano uma filmadora. Aprendeu a manuseá-la sozinho e iniciou também sua carreira como documentarista. Sua primeira obra nesse sentido foi a produção das filmagens das Cataratas do Iguaçu e da viagem que levou cerca de um mês. Essas imagens foram vendidas a americanos que a incluíram no filme As Maravilhas da Natureza. Groff também produziu diversos cine-jornais de assuntos paranaenses e catarinenses,além do filme Actualidades do Paraná, sendo também distribuidor e exibidor. 
Ainda nesta década criou, editou e dirigiu a revista lllustração Paranaense , em que publicava fotos e notícias sobre o estado. A revista circulou entre 1927 e 1930 e lhe rendeu um convite para editar a revista Manchete no Rio de Janeiro, que teria negado por não querer sair de Curitiba.

### Década de 1930
Durante a década de 1930 sua carreira de documentarista viria a ter importância vital para o cinema nacional. No governo do Interventor Manuel Ribas, Groff foi contratado para a produção de filmagens sobre os feitos do governo que eram exibidos a grandes autoridades. Em 1930, acompanhou a passagem de Getúlio Vargas por Curitiba, seguindo-o até o Rio de Janeiro, filmando o movimento das tropas que viriam por fazer a Revolução de 1930, assim nasceu o documentário Pátria Redimida, filme mais importante do cinema antigo do Paraná.
Em 1936, foi contratado pela Caixa Econômica Federal para filmar agências pelo estado, deste trabalho foi produzido o filme Cidades do Paraná, hoje pertencente ao acervo da fundação cultural de Curitiba. 

### Década de 1940
Durante o período da Segunda Guerra Mundial, Groff foi preso por ter sido erroneamente confundido com aliado das potências do Eixo, isto porque produziu um filme para uma fábrica de carroças, que estava proibida de funcionar durante a guerra, uma vez que a borracha necessária para a fabricação das rodas deveria ir para a fabricação de material bélico; e também por não aceitar aderir ao black out imposto pelo governo que exigia que todas as luzes das casas fossem apagadas para evitar bombardeios. Groff teria questionado a possibilidade real dos alemães atacarem Curitiba, além disso, seu sobrenome italiano foi confundido como de origem alemã. 
Foi solto graças a intervenções de políticos importantes, mas o resultado disso é que jamais voltou a fotografar e produzir filmes sobre o Paraná. Durante um período foi proibido de fazê-lo mas quando ganhou a permissão negou-se a voltar ao seu metiê. 

### Décadas de 1950 e 1960
Após desistir da carreira de fotógrafo e cineasta, durante os anos 50 e 60 passou então a trabalhar como pintor e expositor, comprou o Cine América onde passou a expor obras de seus amigos.
Vítima de um derrame, Groff perdeu a fala e a autonomia e recusava-se a se comunicar por sinais por timidez ou incapacidade.
Faleceu em 27 de junho de 1970.

## Principais obras

### Filmes
- 1922: As cataratas do Iguaçu (Comprada por americanos e renomeada para As maravilhas da natureza);

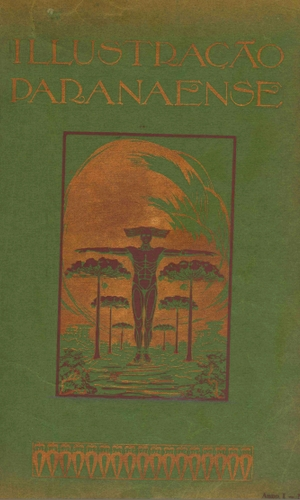
Capa da primeira edição da revista Illustração Paranaense, 1927

- 1930: Pátria redimida;
- 1936: Cidades do Paraná.

### Revista
- 1927 - 1930: Illustração Paranaense

## Premiação e homenagens

### Premiação
- Em 1927, recebeu um prêmio como fotógrafo no Salão internacional de Paris.

### Homenagens
- Em 1981 foi homenageado pela fundação cultural de Curitiba com a criação do Cine Groff, espaço dedicado a exibição de filmes de arte. Encerrou suas atividades em 2003, ao ser vendida a galeria a qual fazia parte.
- Seu nome batiza uma das salas da cinemateca de Curitiba[6].